# Hôpital Necker-Enfants malades

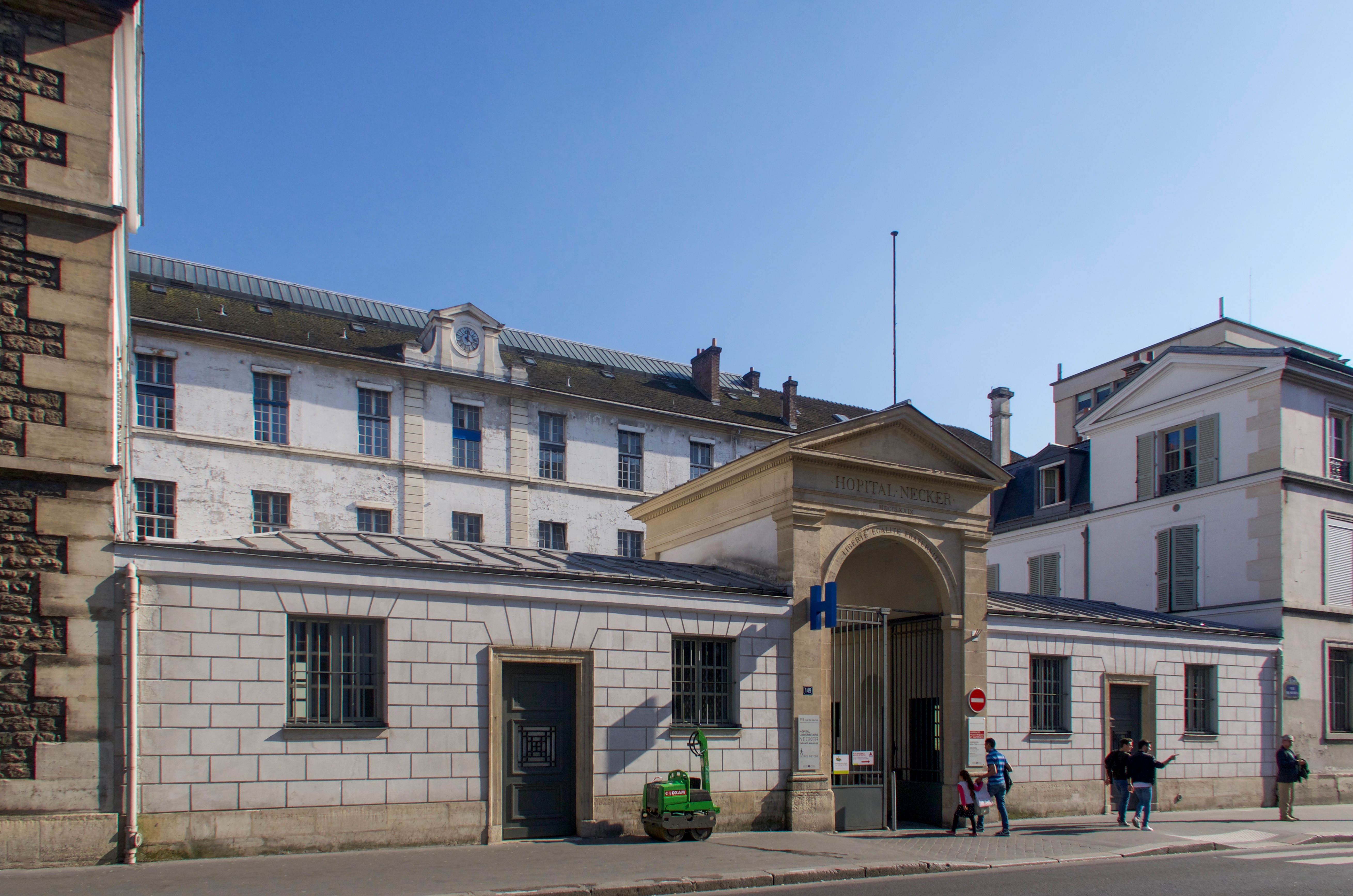
Hôpital Necker-Enfants malades

O  Hôpital Necker-Enfants malades é um hospital que, desde 2011, faz parte dos 12 grupos hospitalares da Assistance Publique - Hôpitaux de Paris (AP-HP). Está localizado no 15.º arrondissement de Paris.
Este hospital depende da Faculdade de Medicina do Centro de Paris da Universidade Paris Cité.
Os hospitais-escola Necker-Enfants Malades são um hospital especializado em pediatria, mas também têm serviços especializados para adultos. A gama completa de atividades de medicina e cirurgia pediátrica está presente.